# هناء الشوا
هناء عون سعدي الشوا (3 سبتمبر 1968 في غزة – ) دبلوماسية فلسطينية، كانت سفيرةً لدولة فلسطين لدى ألبانيا بين عامي 2019 و2025.

## حياتها
درست الشوا في كلية شميدت للبنات في القدس، وفي الجامعة الأمريكية بالقاهرة.
عُينت في 29 مايو 2004، مديرًا عامًا في وزارة الشؤون الخارجية وأُفرزت للعمل ضمن كادر بعثة دولة فلسطين لدى النرويج. كما عملت مستشارًا أول للبعثة الدبلوماسية الفلسطينية إلى قبرص.
في 17 مارس 2019، سلمت أوراق اعتمادها سفيرة مفوضة وفوق العادة لدولة فلسطين لدى ألبانيا إلى الرئيس الألباني. وبقيت في المنصب حتى مايو 2025.
كانت والدتها راوية الشوا عضوة في المجلس التشريعي الفلسطيني بعد فوزها في انتخابات 1996 و2006.